# 多胡昭彦 (小惑星)
多胡昭彦（たごあきひこ、7830 Akihikotago）は、小惑星帯にある小惑星である。
山梨県の八ヶ岳南麓天文台で串田嘉男と村松修が発見した。
岡山県津山市で観測を行いいくつかの彗星や新星を発見者した多胡昭彦に因んで命名された。